# Vouwfractuur

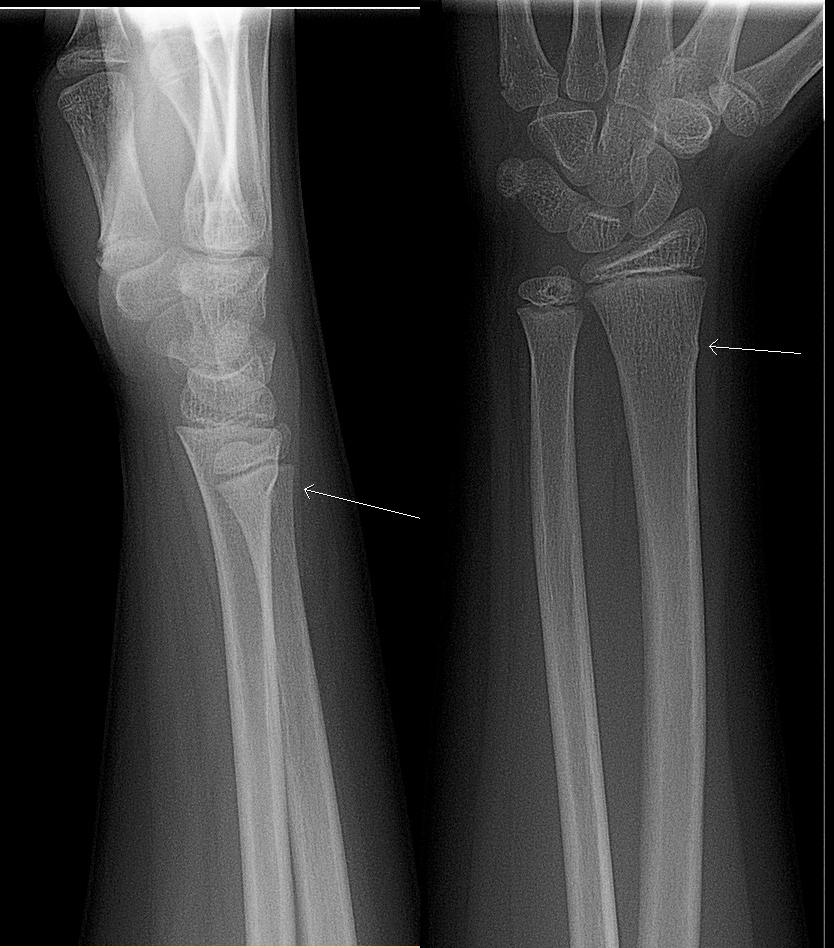
Greenstickfractuur. Op deze röntgenfoto van de pols is de breuk distaal in het spaakbeen zichtbaar (bij de pijlen). Op de zijdelingse opname (de linker foto) is er een 'knikje' zichtbaar aan de kant van de handrug (dorsaal). Op de voor-achterwaartse opname, hier rechts, is er een 'bobbeltje' te zien.

Een zoethoutbreuk of vouwfractuur is een bijzonder soort fractuur. In de praktijk spreekt men gewoonlijk van een twijgbreuk of greenstickfractuur: Het bot breekt als een twijg waarbij de schors intact blijft. Een greenstickfractuur kan voorkomen wanneer het bot nog niet gehard is. Het buigt als het ware, maar breekt niet. Er blijft één cortex intact, terwijl de andere breekt. Greenstickfracturen ontstaan gemakkelijk bij jonge kinderen en dieren. Op een röntgenfoto is er bijna niks van te zien, alleen een klein bultje. Bij repositie is het noodzakelijk om de andere, niet gebroken, cortex alsnog te breken om te voorkomen dat het bot terugveert en de oude angulatiestand aanneemt.